# Daniele Biacchessi
Daniele Biacchessi (Milano, 28 novembre 1957) è un giornalista, scrittore e conduttore radiofonico italiano.

## Biografia
Daniele Biacchessi è direttore editoriale di Giornale Radio, direttore della webradio musicale Radio On, Presidente dell'Associazione Arci Ponti di memoria e responsabile della collana editoriale Contastorie di Jaca Book. Dal 1976 lavora per numerose testate: Radio Lombardia, Radio Occhio, Radio Regione, Telemilanodue, Rete A, Antennatre.
Nella sua lunga carriera collabora inoltre con RAI, Radio Popolare, Mucchio Selvaggio, il quotidiano l'Unità, i settimanali Avvenimenti e L'Europeo.
Dal 1988 al 1999, è fondatore, direttore della sede milanese, conduttore, inviato e cronista parlamentare di Italia Radio. Diviene caporedattore per Radio 24 - Il Sole 24 Ore, poi collaboratore fisso. È autore di oltre quaranta tra libri, prefazioni, interventi pubblicati dai più importanti editori italiani.
Daniele Biacchessi scrive libri d'inchiesta sul terrorismo (gli omicidi di Walter Tobagi, omicidio di Luigi Calabresi, Fausto e Iaio, Roberto Franceschi, Massimo D'Antona, Marco Biagi, strage di Bologna, strage di piazza Fontana, strage di Ustica, strage di piazza della Loggia, strage dell'Italicus, strage del Rapido 904). In particolare è il primo giornalista a svelare i retroscena sulla fuoriuscita di diossina dalla ICMESA di Seveso il 10 luglio 1976 e sull'omicidio di Fausto Tinelli e Lorenzo Iannucci il 18 marzo 1978. Biacchessi ricostruisce in un libro il caso di malagiustizia di cui fu vittima Enzo Tortora.
Nel libro Passione reporter, Biacchessi riunisce per la prima volta le storie di Ilaria Alpi, Maria Grazia Cutuli, Antonio Russo, Enzo Baldoni, Raffaele Ciriello. Negli ultimi anni raccoglie in alcuni volumi le storie dei combattenti della lotta di Liberazione e della Resistenza italiana.
Dal 2003 trasferisce gran parte del suo lavoro giornalistico nel teatro civile.
Come autore, regista e interprete di teatro di narrazione narra il disastro di Seveso La fabbrica dei profumi, le stragi nazifasciste di Sant'Anna di Stazzema e di Marzabotto del 1944, lo scandalo dei fascicoli nascosti nel cosiddetto armadio della vergogna, le stragi della strategia della tensione nello spettacolo Il paese della vergogna, le storie dei giornalisti italiani uccisi in zone di conflitto Passione reporter.
Daniele Biacchessi racconta nei suoi spettacoli l'impegno antimafia di Peppino Impastato, Giorgio Ambrosoli, Libero Grassi, Giovanni Falcone, Paolo Borsellino, il dramma delle morti sul lavoro Il lavoro rende liberi, le battaglie per l'acqua pubblica, contro gli abusi ambientali, gli squilibri tra Nord e Sud del mondo, la Resistenza, il dramma dei 30.000 desaparecidos argentini, il sogno del grande poeta e musicista americano Woody Guthrie, le storie partigiane della Resistenza.
Dal vivo collabora stabilmente con i musicisti Gaetano Liguori, Gang, Massimo Priviero, della scena jazz, rock, blues e canzone d'autore italiana.

## Radio e televisione
- La dolce Bretagna (Radio Lombardia 1977 - 1980, Radio Regione 1980-1982)
- Old & New (Radio Popolare 1979 - 1981)
- Il canto di Albione (Radio Popolare 1979 - 1984)
- Il giornale di Radio Regione (Radio Regione 1980 - 1985)
- Sold Out (Radio Regione 1980-1985)
- Match (Radio Regione 1983-1985)
- Il giornale di TeleMilano2 (TeleMilano2 1980 - 1988)
- Noi in Lombardia (RadioRai, 1979-1984)
- Blue Note (RadioRai, 1988-1992)
- Il giornale di Rete A (Rete A 1986 - 1988)
- Consumando (Italia Radio, 1988-1996)
- Effetto notte (Italia Radio, 1996-1998)
- Cronache italiane (Italia Radio, 1997-1999)
- Il giornale di Italia Radio (Italia Radio, 1988-1999)
- Giallo e Nero (Radio 24, 2003-2007)
- Storia (Radio24, 2006-2007)
- Trent'anni fa. Oggi, Aldo Moro (Radio24, 2008)
- Extralarge (Radio24, 2008)
- Italia in controluce (Radio 24, 2010 - 2013)
- Effetto giorno (Radio 24, Le analisi, 2013-2020)
- Il giornale di Radio 24 (Radio 24, 1999 - 2020)
- Un luogo, una storia (Radio 24, 2020)
- Punto di fuga (Radio Francigena, 2020)
- Radio On (direttore, 2020- 2025)
- Giornale Radio (Direttore editoriale, 2020-2025)
- Il corsivo (Giornale Radio, 2020-2025)
- Il timone (Giornale Radio, 2021 - 2025)
- Gli occhi della memoria (Giornale Radio, 2021 - 2022)
- Il lato oscuro della verità (Giornale Radio, 2025)

## Libri
- Il folk anglo-celtico. Gammalibri, 1979.
- La fabbrica dei profumi. La verità su Seveso, ICMESA, diossina, Baldini&Castoldi, 1995. ISBN 978-88-85987-50-0.
- Fausto e Iaio, Baldini&Castoldi, 1996. ISBN 88-8089-094-8.
- Il caso Sofri. Cronaca di un'inchiesta, Editori Riuniti, 1998. ISBN 88-359-4445-7.
- L'ambiente negato. Viaggio nell'Italia dei dissesti, Editori Riuniti, 1999. ISBN 978-88-359-4637-3.
- 10,25, cronaca di una strage. Vite e verità spezzate dalla bomba alla stazione di Bologna, Gamberetti, 2000. ISBN 978-88-7990-022-5.
- Il delitto D'Antona. Indagine sulle nuove Brigate Rosse, Mursia, 2001. ISBN 978-88-425-2879-1.
- Un attimo… vent'anni. Storia dell'Associazione tra i familiari delle vittime alla stazione di Bologna, Pendragon, 2001. ISBN 978-88-8342-078-8.
- Ombre nere. Il terrorismo di destra da Piazza Fontana alla bomba al Manifesto, Mursia, 2002. ISBN 978-88-425-3000-8.
- Punto Condor. Ustica: il processo con Fabrizio Colarieti, Pendragon, 2002. ISBN 978-88-8342-134-1.
- Il libro bianco su Genova, Genoa Social Forum, 2002. Capitolo Ombre nere su Genova.
- L'ultima bicicletta, il delitto Biagi, Mursia, 2003. ISBN 978-88-425-3107-4.
- Cile. 11 settembre 1973 con Stefano Paiusco e Raja Marazzini, Franco Angeli, 2003. ISBN 978-88-464-4861-3.
- Vie di fuga. Storie di clandestini e latitanti, Mursia, 2004. ISBN 978-88-425-3266-8.
- Roberto Franceschi: processo di polizia, Baldini Castoldi Dalai, 2004.
- Walter Tobagi. Morte di un giornalista, Baldini Castoldi Dalai, 2005. ISBN 978-88-8490-737-0.
- Una stella a cinque punte. Le inchieste D'Antona e Biagi e le nuove BR, Baldini Castoldi Dalai, 2007. ISBN 978-88-8490-948-0.
- Il paese della vergogna, Chiare Lettere, 2007. raccolta di testi di teatro civile. ISBN 978-88-6190-006-6.
- Fausto e Iaio, Trent'anni dopo. Costa e Nolan, 2008. Capitolo I fatti.
- Passione Reporter, Chiarelettere, 2009. Le storie di Ilaria Alpi, Miran Hrovatin, Raffaele Ciriello, Maria Grazia Cutuli, Antonio Russo, Enzo Baldoni.
- Attentato imminente, Stampa Alternativa, 2009. Prefazione del libro di Simona Mammano e Antonella Beccaria.
- Per non dimenticare, il teatro civile di Daniele Biacchessi, Associazione Lalokomotiva, 2010.
- Maledetta fabbrica, Stampa Alternativa, 2010, capitolo Il lavoro rende liberi.
- Frontiere di teatro civile di Letizia Bernazza Capitolo su Daniele Biacchessi, Editoria e spettacolo, 2010.
- Teatro civile, nei luoghi dell'inchiesta e della narrazione, Verdenero inchieste, 2010.
- Orazione civile per la Resistenza, Promomusic, 2012.
- Enzo Tortora, dalla luce del successo al buio del labirinto, Aliberti Editore, 2013.
- I narratori della memoria Capitolo Il sogno italiano, Vololibero, 2013.
- Giovanni e Nori, una storia di amore e di Resistenza, Laterza, 2014.
- I carnefici, Sperling&Kupfer, 2015.
- Fausto e Iaio, la speranza muore a 18 anni, Baldini Castoldi, 2015, (seconda edizione aggiornata).
- La fabbrica dei profumi, Seveso 40 anni fa, Jaca Book, 2016.
- Storie di rock italiano, dal boom dei consumi alla crisi finanziaria internazionale, Jaca Book, 2016.
- Una generazione scomparsa, i mondiali in Argentina del 1978 Jaca Book, 2017, con DVD.
- L'altra America di Woody Guthrie, Jaca Book, 2018, con DVD.
- L'Italia liberata. Storie partigiane, Jaca Book, 2019, con prefazione di Giovanni De Luna, con DVD.
- Radio On, i ragazzi che fecero l'impresa delle radio libere, Jaca Book, Collana Contastorie, 2019, con Qrcode
- Un attimo quarant'anni. Vite e storie della strage alla stazione di Bologna, Jaca Book, collana Contastorie, 2020, con Qrcode con postfazione di Paolo Bolognesi
- Il sogno e la ragione. Da Harlem a Black Lives Matter, Jaca Book, collana Contastorie, 2021, con DVD.
- I nuovi poveri. Inchiesta sulle disuguaglianze, conversioni ecologiche, mondi possibili, Jaca Book, collana Contastorie 2022 con prefazione di Marco Boato.
- Stragi d'Italia. Ombre nere: 1969-1980, Jaca Book, collana Contastorie 2023.
- Eccidi nazifascisti. L'armadio della vergogna, Jaca Book Collana Contastorie 2023, con prefazione di Bruno Manfellotto.
- Fronte Zero, Delos Crime, con Edy Giraldo, 2024. (primo noir fiction)
- Ustica. Ultimo volo, Jaca Book Collana Contastorie 2025.

## Cd
- Il paese della vergogna. L'atlantide, 2009. Doppio cd con Marino e Sandro Severini dei Gang.
- Dal profondo. L'atlantide, 2010. Artisti vari, cd in beneficenza Associazione Lalokomotiva.
- Gang e i suoi fratelli, quando gli angeli cantano Daniele Biacchessi & Gang Io so, Latlantide, 2011.
- Storie dell'altra Italia. Latlantide, 2012. Doppio cd con Gang e Massimo Priviero.
- Nebbia bassa, 2012. Daniele Biacchessi Vite sospese nel cd del gruppo rock FEV.
- Giovanni e Nori, 2014, Daniele Biacchessi, Gang, Gaetano Liguori, mix Jono Manson.
- 17 fili rossi+1 2023, Daniele Biacchessi e altri, L'atlantide 2023.

## Teatro
- Farenait (2002) con Stefano Paiusco e Raja Marazzini (autore)
- Perché Fausto e Iaio (2003) con Stefano Paiusco e Raja Marazzini (autore)
- Cile 11 settembre 1973, para no olvidar (2003) con Stefano Paiusco e Raja Marazzini (autore)
- La historia y la memoria (2004) in solista (autore, regista attore)
- La storia e la memoria (2004) con Michele Fusiello (autore, regista, attore)
- Fausto e Iaio (2005) con Michele Fusiello (autore, regista, attore)
- La fabbrica dei profumi (2006) con Michele Fusiello (autore, regista, attore)
- Quel giorno a Cinisi. Storia di Peppino Impastato (2006) con Gaetano Liguori (autore, regista, attore)
- Processo di polizia (2006) con Gaetano Liguori e Marco Pagani (autore, regista, attore)
- Luigi Tenco, morte di un cantautore (2007) in solista (autore, regista, attore)
- Storie d'Italia (2007) con Michele Fusiello (autore, regista, attore)
- I ventitré giorni della città di Alba (2007) con Gaetano Liguori e Michele Fusiello (autore, regista, attore)
- Il sogno e la ragione (2007) con Gaetano Liguori e Michele Fusiello (autore, regista, attore)
- Il paese della vergogna (2007) con Gang (autore, regista, attore)
- Punto zero, frammenti di underground americano (2008) con Michele Fusiello (autore, regista, attore)
- Passione reporter (2009) con Gang (autore, regista, attore)
- L'ultima bicicletta. Storia di Marco Biagi (2009) in solista (autore, regista, attore)
- Piazza Fontana, il giorno dell'innocenza perduta(2009) con Michele Fusiello (autore, regista, attore)
- Il lavoro rende liberi (2010) con Andrea Sigona (autore, regista, attore)
- Storie di eroi borghesi. Giorgio Ambrosoli, Walter Tobagi, Marco Biagi (2010) (autore, regista, attore)
- A cento passi contro la mafia (2010) con Gaetano Liguori e Tiziana Di Masi (coautore, attore)
- Teatro civile (2010) in solista (autore, regista, attore)
- Storie dall'Altra Italia (2011) con Gang e Massimo Priviero (autore, regista, attore)
- Aquae Mundi, l'acqua è un bene comune (2011) con Gaetano Liguori (autore, regista, attore)
- Le crepe della memoria. Il terremoto dell'Aquila (2011) in solista (autore, regista, attore)
- Ustica Punto Condor (2011) con Michele Fusiello (autore, regista, attore)
- Orazione civile per la Resistenza (2011) in solista e con Gang - Michele Fusiello (autore, regista, attore)
- Il sogno italiano (2013) con Massimo Priviero - Tiziana Di Masi - Gaetano Liguori - Michele Fusiello (autore, regista, attore)
- Giovanni e Nori (2014) con Gang, Gaetano Liguori e Giulio Peranzoni (autore, regista, attore)
- 1914-1918, la guerra degli ultimi. Diario di un alpino (2014) con Massimo Priviero (autore, regista, attore)
- Coluche&Renaud (2015) con Giangilberto Monti (coautore, attore)
- I carnefici (2015) con Gaetano Liguori e Giulio Peranzoni (autore, regista, attore)
- La salmodia della speranza (2016) con Gaetano Liguori su testo di Padre David Maria Turoldo (adattatore del testo regista, attore)
- Radio 77- Calibro 77 (2017) con i Gang (autore, regista, attore)
- L'Italia liberata. Storie partigiane (2019) in versione solista e con i Gang (autore, regista, attore)
- I nuovi poveri (2022) in versione solista e con Massimo Priviero (autore, regista, attore)
- Orazione civile per la Resistenza: l'armadio della vergogna (2023), in versione solista (autore, regista, autore)
- Ustica Punto Condor (2024) in versione solista (autore, regista, attore)
- Orazione civile per la Resistenza. Storie di Mario Musolesi, Sirio Corbari, Giovanni Pesce (2025), con Gianluca Spirito e Alessandro Mazziotti (autore, regista, autore)

## Film
- Il filo della memoria (2001)
- Spiriti Liberi. 1941-1945 ribelli a Verona  (2004), regia di Stefano Paiusco con Vittore Bocchetta e Daniele Biacchessi.
- Sui sentieri del partigiano Johnny (2014), regia di Antonio Phalovich, Daniele Biacchessi (voce narrante) dall'omonimo libro di Beppe Fenoglio.
- Giovanni e Nori (2015), regia di Saverio Femia e Stefano Bisulli, con Daniele Biacchessi, Gang, Gaetano Liguori, Giulio Peranzoni, Tiziana Pesce in crowdfuding.
- I Carnefici (2015), di Daniele Biacchessi e Giulio Peranzoni in crowdfunding.
- Il sogno di Fausto e Iaio (2016), di Daniele Biacchessi e Giulio Peranzoni realizzato in crowdfunding.
- Una generazione scomparsa, i mondiali di calcio in Argentina del 1978 (2017), di Daniele Biacchessi e Giulio Peranzoni in crowdfunding.
- L'altra America di Woody Guthrie (2019), di Daniele Biacchessi e Giulio Peranzoni in crowdfunding.
- L'Italia liberata, storie partigiane (2020), di Daniele Biacchessi e Giulio Peranzoni in crowdfunding.
- Il sogno e la ragione (2021), di Daniele Biacchessi e Giulio Peranzoni in crowdfunding.
- Le mani in pasta. Le esperienze sui terreni confiscati alle mafie (2022), di Daniele Biacchessi e Carlo Barbieri, illustrato da Giulio Peranzoni in crowdfunding.
- Stragi d'Italia. Ombre nere;1969-1980" (2023), di Daniele Biacchessi, illustrato da Giulio Peranzoni in crowdfunding.
- L'armadio della vergogna (2024), di Daniele Biacchessi, illustrato da Giulio Peranzoni in crowdfunding.

## Premi e riconoscimenti
Nel 2004 e nel 2005 gli viene assegnato il Premio Cronista per un'inchiesta sul terrorismo islamico in Italia e una ricostruzione dell'omicidio dell'editorialista del Corriere della Sera Walter Tobagi. Nel 2009 riceve il premio dedicato al fotografo freelance ucciso in Medio Oriente Raffaele Ciriello. Nel 2011 vince il Premio Speciale UNESCO per lo spettacolo teatrale Aquae Mundi con il jazzista Gaetano Liguori. Nel 2016 gli viene assegnato il premio Macchina da scrivere per il libro Storie di rock italiano edito da Jaca Book. Finalista con il libro L'Italia liberata, storie partigiane del Premio Fiuggi Storia 2019. Best Production per il film L'altra America di Woody Guthrie al Caorle Film Festival 2019. Best Animation per il film L'Italia liberata al Prototop Festival 2020. Nel 2021, riceve il prestigioso Premio letterario Amerigo per il libro "Il sogno e la ragione. Da Harlem a Black Lives Matter" e il Premio del Lunigiana Cinema Festival per l'omonimo film. Nel 2024 gli viene assegnato il Premio città di Sarzana per il libro "Eccidi nazifascisti. L'armadio della vergogna". Nel 2025, la giuria del festival Garfagnana in giallo premia il libro "Fronte Zero", scritto con Edy Giraldo per la sezione Nero digitale.